# Calanidae
Calanidae es una familia de calanoides.

## Géneros
- Calanoides Brady, 1883
- Calanus Leach, 1816
- Canthocalanus Scott A., 1909
- Cosmocalanus Bradford & Jillett, 1974
- Mesocalanus Bradford & Jillett, 1974
- Metranura Brady, 1915
- Nannocalanus Sars G.O., 1925
- Neocalanus Sars G.O., 1925
- Undinula Scott A., 1909